# Гилберт, Гленрой
Гленрой Джон Гилберт (англ. Glenroy John Gilbert; род. 31 августа 1968, Порт-оф-Спейн) — канадский легкоатлет (спринт, эстафетный бег, прыжки в длину) и бобслеист, чемпион и призёр чемпионатов мира по лёгкой атлетике, чемпион Панамериканских игр и Олимпийских игр 1996 года в Атланте (США) по лёгкой атлетике, участник пяти Олимпиад.

## Карьера
Родившийся в Тринидаде и Тобаго, Гленрой Гилберт вместе с Робертом Эсми, Бруни Сурином и Донованом Бейли сформировал лучшую команду эстафеты 4×100 метров в середине 1990-х годов. Он был членом команды по лёгкой атлетике Университета штата Луизиана.

### Лёгкая атлетика
Гилберт дебютировал в крупных международных чемпионатах на летних Олимпийских играх 1988 года, где он занял 21-е место в прыжках в длину. На Играх Содружества 1990 года Гилберт был восьмым в прыжках в длину и дошёл до полуфинала в составе канадской команды в эстафете 4×100 м на летних Олимпийских играх 1992 года в Барселоне.
Свою первую медаль Гилберт выиграл на чемпионате мира 1993 года, когда канадская эстафетная команда 4×100 м заняла третье место. На Играх Содружества 1994 года Гилберт завоевал золотую медаль в эстафете 4×100 м и стал пятым на дистанции 100 м. Гилберт также участвовал в соревнованиях по бобслею на зимних Олимпийских играх 1994 года, где он финишировал пятнадцатым в бобслее для двоих и одиннадцатым в бобслее для четырёх человек.
Гилберт выиграл золотую медаль в беге на 100 м на Панамериканских играх 1995 года. В том же году в составе канадской команды завоевал золотую медаль в эстафете 4×100 метров на чемпионате мира 1995 года.
На летних Олимпийских играх 1996 года в Атланте канадская команда не была фаворитом, хотя за последние пару лет она выиграла почти все возможные титулы. В финале эстафеты 4×100 м канадская команда опередила США почти на полсекунды и стала лучшей  в мире. Гилберт также дошёл до четвертьфинала на дистанции 100 м.
Гилберт и канадская команда снова выиграли золотую медаль на чемпионате мира 1997 года и на Играх доброй воли 1998 года, но снова в отсутствие команды США. На чемпионате мира 1999 года канадская команда была дисквалифицирована в полуфинале, а Гилберт завершил свою беговую карьеру после летних Олимпийских игр 2000 года, где канадцы выбыли из борьбы в полуфинале.
После выхода на пенсию Гилберт некоторое время работал на радио CBC в Оттаве. Он стал тренером клуба лёгкой атлетики «Ottawa Lions». Он работал в «Athletics Canada» с 2006 года, в основном в качестве тренера мужской и женской эстафетных команд Канады.
В июле 2017 года он был назначен постоянным главным тренером по лёгкой атлетике Канады. Ранее он был назначен главным тренером на чемпионате мира по лёгкой атлетике 2017 года.
В 2008 году он был введён в Зал спортивной славы Канады в составе эстафетной команды 4×100 летних Олимпийских игр 1996 года.

### Бобслей
На зимних Олимпийских играх 1994 года в Лиллехаммере Гилберт выступал в соревнованиях по бобслею в составе второго канадского экипажа в двойках (в паре с Крисом Лори) и четвёрках (с Крисом Лори, Кристианом Фарстадом и Шеридоном Баптистом). В первой дисциплине экипаж занял 15-е место, а во второй — 11-е.